# Rosegarden
Rosegarden（ローズガーデン）は、ALSAとKDEを利用してLinuxで開発された自由ソフトウェアのデジタルオーディオワークステーションである。オーディオ、MIDIシーケンサー、楽譜作成ソフトウェア、作曲、および編集ツールとして機能する。 Cubaseの編集機能の代用を意図している。
Rosegardenは組み込みのソフトウェア・シンセサイザーを提供しないので、MIDI構成から音を作り出すためにはハードウェア・MIDIシンセサイザー、FluidSynthやTiMidity++のようなソフトウェア・シンセサイザーか、シンセサイザープラグインを必要とする。Rosegardenの最近のバージョンではDSSIソフトウェア・シンセサイザープラグインタフェースをサポートし、アダプターを通してWindows VSTプラグインが使える。

## 機能
- ALSAとJACKによる、MIDIとオーディオの再生とレコーディング
- ピアノロール、スコア、イベントリストとトラックオーバービューエディタ
- DSSIシンセサイザとオーディオエフェクトプラグインのサポート、Windows VSTエフェクトとインストゥルメントをDSSI-VST経由でサポートすることも含まれる
- LADSPAオーディオエフェクトプラグインのサポート
- JACKの転送機能により他のソフトウェアとの同期をサポートする
- MIDI編集機能のみを使用するのであれば、JACKなしでビルドし動作させることができる
- MIDI演奏データの楽譜印刷
- シェアエイブルデバイスファイルはMIDIの移植性を容易にする
- パターンシーケンシング＆装飾音の演奏を引き起こすセグメント
- オーディオミキサーとMIDIミキサー
- MIDIとHydrogenファイルのインポート
- MIDI、Csound、LilyPondとMusicXMLファイルのエクスポート（生成された楽譜のPostScriptとPDF出力を含む）
- ロシア語、スペイン語、ドイツ語、フランス語、ウェールズ語、イタリア語、スウェーデン語、エストニア語、日本語、簡体字中国語、オランダ語、ポーランド語、チェコ語、カタロニア語、フィンランド語、イギリス、及び米国の英語へのユーザインタフェースの翻訳
- 英語はもとよりドイツ語、スウェーデン語、および日本語に大部分かすべて翻訳されたヘルプドキュメントが利用可能である。

## 歴史
Rosegarden2.1と呼ばれ、現在はX11 Rosegardenとして知られているプログラムと区別するために、同じ作者による後発の現在のRosegardenプログラムは最初Rosegarden-4と命名された。 Rosegarden2.1は非常に制限されているが、さまざまなUnix系オペレーティングシステムやOpenVMSなどの他のプラットホームで安定して動作する。対照的に、Rosegarden-4がLinux ALSAシステムを使うので、非Linuxシステムの上では非常に限られた方法で動作する。
Rosegardenプロジェクトは1993年にバース大学で始まった。Rosegarden 2.1 (X11 Rosegarden) はGPLの元で1997年にリリースされた。Rosegarden4は2000年4月に始まった。バージョン1.0は2005年2月14日（バレンタインデー）にリリースされ、バージョン1.2.4は2006年7月14日（パリ祭）にリリースされた。